# Каміла Сільва (тенісистка)
Каміла Сільва (ісп. Camila Silva; нар. 30 жовтня 1992) — колишня чилійська тенісистка.
Найвищу одиночну позицію світового рейтингу — 410 місце досягла 2 травня 2011, парну — 422 місце — 1 квітня 2013 року.
Здобула 6 одиночних та 13 парних титулів туру ITF.

## Фінали ITF

### Одиночний розряд: 9 (6–3)
| Легенда          |
| ---------------- |
| турніри $100,000 |
| турніри $75,000  |
| турніри $50,000  |
| турніри $25,000  |
| турніри $10,000  |

| Фінали за покриттям |
| ------------------- |
| Тверде (0–0)        |
| Ґрунт (6–3)         |
| Трава (0–0)         |
| Килим (0–0)         |

| Результат | Ранг | Дата              | Турнір                       | Покриття | Суперниця                     | Рахунок          |
| --------- | ---- | ----------------- | ---------------------------- | -------- | ----------------------------- | ---------------- |
| Перемога  | 1.   | 2 серпня 2010     | ITF Санта-Крус, Болівія      | Ґрунт    | Марія Фернанда Альварес Теран | 6–1, 4–6, 6–1    |
| Перемога  | 2.   | 30 серпня 2010    | ITF Санта-Фе, Аргентина      | Ґрунт    | Ванеса Фурланетто             | 1–6, 6–3, 7–6(7) |
| Перемога  | 3.   | 8 листопада 2010  | ITF Танділь, Аргентина       | Ґрунт    | Барбара Руш                   | 6–7(5), 6–3, 6–2 |
| Перемога  | 4.   | 22 листопада 2010 | ITF Консепсьйон, Чилі        | Ґрунт    | Йосанне ван Беннеком          | 6–4, 6–2         |
| Поразка   | 1.   | 6 грудня 2010     | ITF Талька, Чилі             | Ґрунт    | Вероніка Сепеде Ройг          | 6–7(2), 6–3, 3–6 |
| Перемога  | 5.   | 30 липня 2012     | ITF Санта-Крус, Болівія      | Ґрунт    | Сесілія Коста Мольгар         | 6–4, 6–7(1), 6–3 |
| Поразка   | 2.   | 17 вересня 2012   | ITF Вілья-Альєнде, Аргентина | Ґрунт    | Каталіна Пелла                | 6–3, 5–7, 6–7(4) |
| Перемога  | 6.   | 29 жовтня 2012    | ITF Кільйота, Чилі           | Ґрунт    | Сесілія Коста Мольгар         | 7–5, 4–6, 6–1    |
| Поразка   | 3.   | 6 травня 2013     | ITF Villa María, Аргентина   | Ґрунт    | Монтсеррат Гонсалес           | 3–6, 6–4, 3–6    |

### Парний розряд: 20 (13–7)
| Легенда          |
| ---------------- |
| турніри $100,000 |
| турніри $75,000  |
| турніри $50,000  |
| турніри $25,000  |
| турніри $10,000  |

| Фінали за покриттям |
| ------------------- |
| Тверде (1–0)        |
| Ґрунт (12–7)        |
| Трава (0–0)         |
| Килим (0–0)         |

| Результат | Ранг | Дата              | Місце                   | Покриття | Партнерка                     | Суперниці                                             | Рахунок             |
| --------- | ---- | ----------------- | ----------------------- | -------- | ----------------------------- | ----------------------------------------------------- | ------------------- |
| Перемога  | 1.   | 10 травня 2010    | Тортоса, Іспанія        | Ґрунт    | Августа Цибишева              | Монтсеррат Бласко Фернандес Арабела Фернандес Рабенер | 6–1, 6–3            |
| Поразка   | 1.   | 19 липня 2010     | Ла-Пас, Болівія         | Ґрунт    | Джанніна Міньєрі              | Карен Кастібланко Естефанія Доннет                    | 4–6, 3–6            |
| Перемога  | 2.   | 26 липня 2010     | Кочабамба, Болівія      | Ґрунт    | Джанніна Міньєрі              | Карен Кастібланко Естефанія Доннет                    | 6–4, 6–1            |
| Перемога  | 3.   | 30 серпня 2010    | Санта-Фе, Аргентина     | Ґрунт    | Карен Кастібланко             | Татьяна Буа Аранса Салут                              | 4–6, 6–3, [10–6]    |
| Перемога  | 4.   | 4 жовтня 2010     | Лондрина, Бразилія      | Ґрунт    | Карен Кастібланко             | Вероніка Сепеде Ройг Вівіан Сегніні                   | 6–4, 6–3            |
| Перемога  | 5.   | 1 листопада 2010  | Каріло, Аргентина       | Ґрунт    | Ванеса Фурланетто             | Лусія Хара Лосано Лусіана Сарменті                    | 6–2, 6–1            |
| Поразка   | 2.   | 22 листопада 2010 | Консепсьйон, Чилі       | Ґрунт    | Карен Кастібланко             | Фернанда Бріто Даніела Сегель                         | 2–6, 3–6            |
| Поразка   | 3.   | 29 листопада 2010 | Сантьяго, Чилі          | Ґрунт    | Барбара Руш                   | Вероніка Сепеде Ройг Лусіана Сарменті                 | 1–6, 3–6            |
| Поразка   | 4.   | 2 квітня 2012     | Villa María, Аргентина  | Ґрунт    | Марія Фернанда Альварес Теран | Патрісія Ку Флорес Даніела Сегель                     | 6–4, 1–6, [4–10]    |
| Перемога  | 6.   | 14 травня 2012    | Росаріо, Аргентина      | Ґрунт    | Татьяна Буа                   | Лусіана Сарменті Даніела Сегель                       | 6–4, 7–6(2)         |
| Поразка   | 5.   | 16 липня 2012     | Кочабамба, Болівія      | Ґрунт    | Вікторія Лосано               | Хасмін Брітос Катеріне Міранда Чанґ                   | 6–3, 5–7, [5–10]    |
| Перемога  | 7.   | 23 липня 2012     | Ла-Пас, Болівія         | Ґрунт    | Вікторія Лосано               | Габріела Кольїторе Гвадалупе Морено                   | 6–3, 6–2            |
| Перемога  | 8.   | 3 вересня 2012    | Буенос-Айрес, Аргентина | Ґрунт    | Андреа Бенітес                | Аранса Салут Ана Софія Санчес                         | 6–3, 6–0            |
| Перемога  | 9.   | 29 жовтня 2012    | Кільйота, Чилі          | Ґрунт    | Сесілія Коста Мольгар         | Софія Луїні Барбара Монтьєль                          | 6–1, 6–1            |
| Перемога  | 10.  | 6 травня 2013     | Villa María, Аргентина  | Ґрунт    | Ана Софія Санчес              | Вікторія Босіо Аранса Салут                           | 6–1, 6–2            |
| Перемога  | 11.  | 14 жовтня 2013    | Перейра, Колумбія       | Ґрунт    | Доменіка Гонсалес             | Софія Мунера Санчес Сабіна Славіковіч                 | 6–4, 6–2            |
| Перемога  | 12.  | 25 жовтня 2013    | Богота, Колумбія        | Тверде   | Доменіка Гонсалес             | Анна Каталіна Алзате Есмуразаєва Яде Схулінк          | 6–2, 6–4            |
| Поразка   | 6.   | 29 листопада 2013 | Сантьяго, Чилі          | Ґрунт    | Гвадалупе Морено              | Софія Луїні Ана Мадкур                                | 4–6, 7–6(5), [6–10] |
| Перемога  | 13.  | 22 березня 2014   | Сантьяго, Чилі          | Ґрунт    | Фернанда Бріто                | Софія Бланко Надія Подороська                         | 1–6, 7–6(5), [10–7] |
| Поразка   | 7.   | 8 серпня 2014     | Санта-Фе, Аргентина     | Ґрунт    | Фернанда Бріто                | Ана Вікторія Гоббі Монльяу Гвадалупе Перес Рохас      | 3–6, 2–6            |